# Марица Барић
Марица Барић (Света Марија, 1942 — Лучко, 1963) је била југословенска репрезентативка у спортском падобранству.
Године 1959. постаје члан Аеро-клуба Загреб, кад се почела бавити падобранством. На Првенству Југославије у падобранству 1962. одржаном у Краљеву освојила је прво место. Учествовала је на Светском првенству у падобранству 1962. одржаном у САД. Укупно је имала 231 скок падобраном и освојила сребрну Ц значку 1961.
Приликом тренажног скока 1963. на аеродрому Лучко крај Загреба смртно је страдала.